# لوران سیارا
لوران سیارا (فرانسوی: Laurent Sciarra‎؛ زادهٔ ۸ اوت ۱۹۷۳) بازیکن بسکتبال اهل فرانسه بود.
از باشگاه‌هایی که در آن بازی کرده‌است می‌توان به پانیونیس، الان بیرنایس، و یونیورسو ترویزو اشاره کرد.
وی در مسابقات کشوری و بین‌المللی در مجموع برندهٔ ۱ مدال طلا، ۱ مدال نقره شده‌است.